# Postamt (South Lochboisdale)

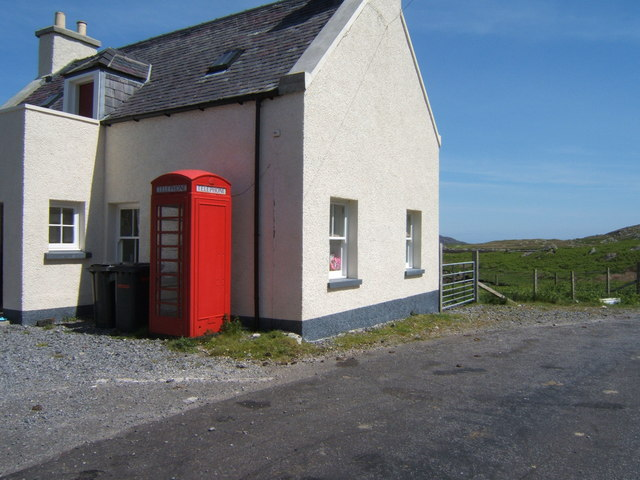
Postamt von South Lochboisdale

Das Postamt von South Lochboisdale befindet sich auf der schottischen Hebrideninsel South Uist. 1980 wurde das Gebäude in die schottischen Denkmallisten zunächst in der Kategorie C aufgenommen. Die Hochstufung in die Kategorie B erfolgte 1995.

## Geschichte
Das Gebäude wurde vermutlich weitgehend in der ersten Hälfte des 19. Jahrhunderts errichtet. Auf William Balds Landkarte aus dem Jahre 1805 war es noch nicht verzeichnet.

## Beschreibung
Das Postamt von South Boisdale befindet sich am Westrand der kleinen Streusiedlung South Boisdale im Südteil der Insel South Uist. Es liegt an der Südküste der Bucht Loch Boisdale. Der Komplex besteht aus drei länglichen Gebäuden, die U-förmig angeordnet einen Innenhof umschließen. Ihr Mauerwerk ist aus Feldstein aufgemauert und teilweise mit Harl verputzt. Das Postamt befindet sich im zentralen Nordtrakt des eingeschossigen Komplexes. Zentral tritt die von zwei kleinen Fenstern flankierte Eingangstüre heraus. Der Osttrakt ist mit drei Lukarnen ausgeführt. Zum Innenhof ist parallel zur Fassade eine Außentreppe zur Eingangstüre auf Traufhöhe geführt. Die drei Fenster entlang dieser Fassade sind kleiner. Aus der drei Achsen weiten Westfassade tritt ein Kreuzgiebel heraus. Es sind ausschließlich Sprossenfenster eingesetzt. Die abschließenden Satteldächer sind mit Schiefer eingedeckt.